# Александр Ладось
Олександр Вацлав Ладось (27 грудня 1891 — 29 грудня 1963) — польський політик і дипломат, який в 1940–45 очолював представництво Польщі до Швейцарії. Ладось був членом і фактичним лідером Групи Жадоша, також відомої як Бернська група таємною акцією польських дипломатів та єврейських організацій, які допомогли врятувати кілька сотень євреїв від Голокосту.

## Біографія
Олександр Вацлав Ладось народився у Львові, Австро-Угорщина (нині Львів, Україна), був молодшим сином Яна Ладося, поштового клерка, та Альбіни, народженої Калоус. Ладось закінчив IV класичну гімназію у Львові. У 1913 році він вступив в Польську Народну партію «Пяст». Після початку Першої світової війни приєднався до польського Східного легіону.Вигнаний австро-угорською владою, Ладось втік до Швейцарії і продовжив перерване навчання в Лозанні, одночасно займаючись політичною активністю в польській діаспорі.
Ладось повернувся до незалежної Польщі навесні 1919 року, щоб приєднатися до польської дипломатичної служби. До весни 1920 року він працював делегатом плебісциту в Цешинській Сілезії, Спіші та Ораві. Нарешті, голосування, спрямоване на регулювання кордону між Польщею та Чехословаччиною, так і не було проведено, і остання лінія була встановлена на Конференції у спа-центрі в Бельгії. З квітня 1920 р. Ладось працював у штаб-квартирі польського МЗС у Варшаві і незабаром став керівником відділу преси.
У 1920-21 рр. Ладось служив секретарем польської делегації на мирних переговорах з Радянською Росією в Мінську та Ризі, яка визначала майбутні кордони Другої Польської Республіки . Після війни він став головою Центральноєвропейського департаменту МЗС, а 9 жовтня 1923 року був призначений повноважним міністром у Латвії. Політичний ворог Юзефа Пілсудського, втратив посаду після державного перевороту в травні 1926 р., Але був призначений генеральним консулом Польщі до Мюнхена.
У період з 1931 по 1939 рік Олександр Ладось працював редактором і оглядачем, писав у різних опозиційних газетах. Він став критиком Юзефа Бека, який тим часом замінив Августа Залеського на посаді міністра закордонних справ. Ладось вважав, що Польща повинна домагатися зближення з Радянським Союзом як можливим союзником проти нацистської Німеччини, і виступав за тіснішу співпрацю з Чехословаччиною . Політично близький до продемократичного та профранцузького фронту Морже, він подружився з генералом Владиславом Сікорським, який згодом став прем'єр-міністром польського уряду в еміграції, головним командувачем польських збройних сил. якості міністра без портфеля між 3 жовтня та 7 грудня 1939 року. У період з 24 травня 1940 року по липень 1945 року він був надзвичайним посланником та уповноваженим міністром Польщі у Швейцарії.

### Група «Ладось» та операція з порятунку Голокосту
Під час свого фактичного поста на посаді посла у Берні Ладось очолював таємну операцію «Видача паспортів», спрямовану на надання євреям в окупованій Німеччиною Польщі паспортів Латинської Америки строго співпрацюючи з представниками єврейських організацій Швейцарії. Порожні паспорти були придбані в період з травня 1940 року до осені 1943 року у почесного консула Парагваю Рудольфа Хюглі та заповнені підпорядкованими Ладоша, консулом Константи Рокіцьким, а іноді також польсько-єврейським дипломатом Юліушем Кюлем .
Сам Ладось втрутився безпосередньо у швейцарського федерального радника Марселя Пілет-Голаза, щоб закрити очі на незаконну процедуру. Серед інших людей, включених до підпільної групи « Ладось», були заступник радника Ладося Стефан Дж. Риневич та євреї Хаїм Ейс та Авраам Зільбершайн, члени єврейських організацій, основним завданням яких було перевезення списків пільговиків та копій незаконно отриманих паспортів між Берном та Німеччиною. Носіїв таких паспортів не відправляли до нацистських таборів смерті, а навпаки, інтернували у таборах ув'язнення у Віттелі, Франція чи Берген-Бельзен, Німеччина. За даними Збігнева Парафіяновича та Міхала Потоцького, принаймні 400 з них пережили війну. Жадош також успішно закликав уряд Польщі в еміграції допомогти отримати офіційне визнання паспортів Парагваєм — факт, що нарешті стався в лютому 1944 року.

### Пізніше життя і смерть

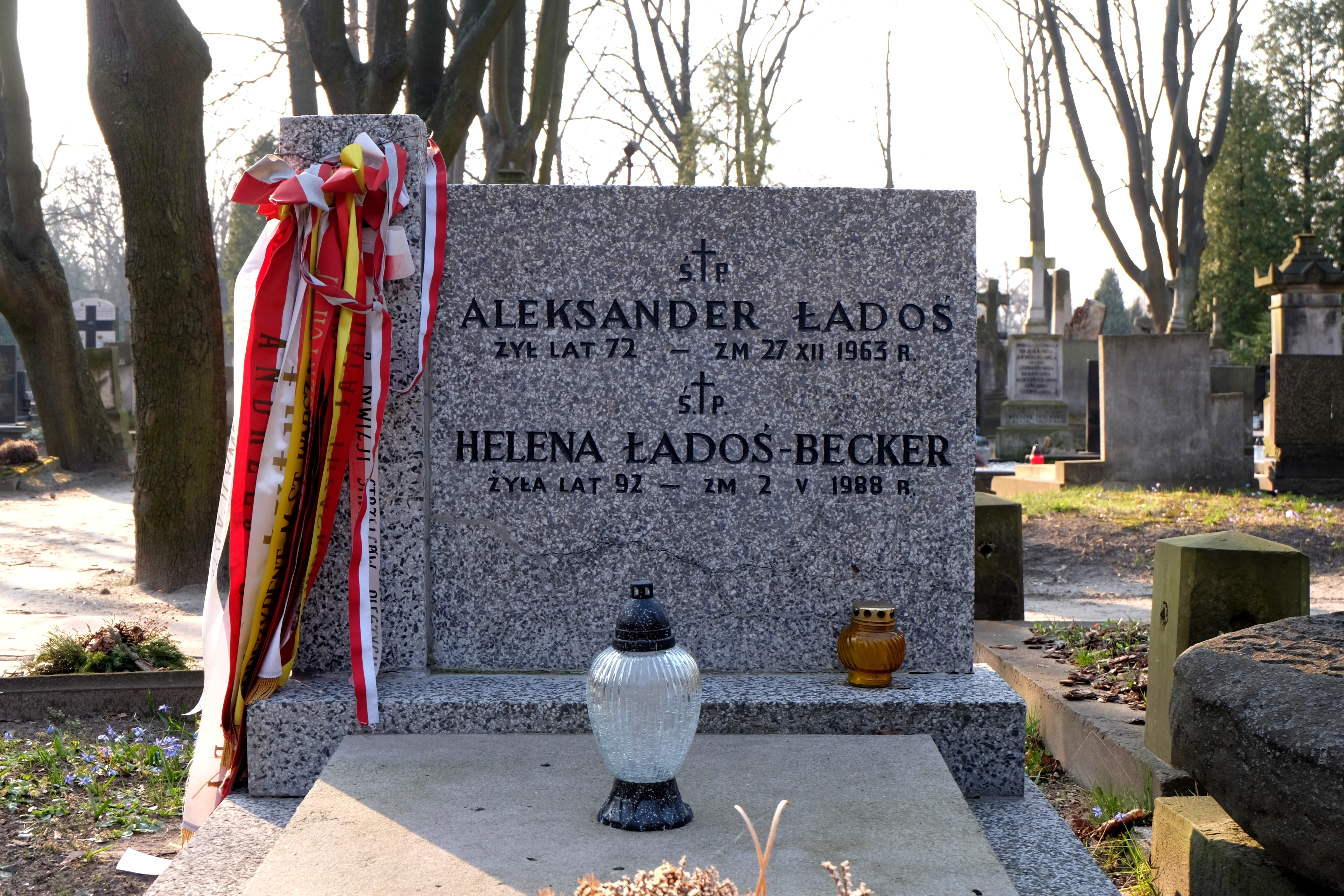
Могила Ладося на кладовищі Повозькі

У липні 1945 р. Ладось підтримав коаліційний уряд у Польщі  та подав у відставку. Замість повернення до Польщі він вирішив залишитися у Швейцарії, де виступив спеціальним посланником легальної опозиційної партії PSL та її лідером Станіславом Міколайчиком . До осені 1946 року він переїхав до Кламару поблизу Парижа . Він повернувся до Польщі в липні 1960 року, будучи вже важко хворим. Ладось помер у Варшаві 29 грудня 1963 р. І був похований на кладовищі Повозьких .
Він залишив три томи неопублікованих і незавершених мемуарів.

### Суперечка
У квітні 2019 року «Праведник серед народів» Яд Вашем надав титул Костянтину Рокіцькому та запропонував «подяку» Олександру Ладосю та Стефану Риневичу, аргументуючи тим, що Рокіцький очолював Групу Ладося. Документ помилково назвав Жадоша та Риневича «консулами». Рішення викликало обурення та розчарування членів родини двох інших покійних польських дипломатів та серед тих, хто вижив. Тридцять один з них підписав відкритий лист до Яд Вашем. Двоюрідний брат Рокіцького відмовився прийняти медаль, поки двох інших польських дипломатів, начальство Рокіцького Ладоша та Риневича, також не визнають Праведниками світу. Посол Польщі в Швейцарії Якуб Кумох, який сприяв відкриттю Рокіцького, також спростував тлумачення Яд Вашем, стверджуючи, що Рокіцький працював під керівництвом Жадоша та Риневича.

## Відзнаки
- Офіцер ордену Polonia Restituta, Польща
- Virtus et Fraternitas, Польща (2019)[14]
- Командор ордену трьох зірок, Латвія
- Великі офіцери ордена Корони, Румунія
- Великі офіцери ордена Святого Сави, Югославія[15]